# Bunium elegans
Bunium elegans är en flockblommig växtart som beskrevs av Aleksandr Alfonsovitj Grossgejm. Bunium elegans ingår i släktet jordkastanjer, och familjen flockblommiga växter. Inga underarter finns listade i Catalogue of Life.